# Élections municipales liechtensteinoises de 2019
Les élections municipales liechtensteinoises de 2019 ont lieu les 24 mars et 14 avril 2019 afin de renouveler l'intégralité des conseillers municipaux et des maires des onze communes du Liechtenstein.

## Mode de scrutin
Les conseils municipaux des onze communes du Liechtenstein sont composées d'un nombre pair de conseillers ainsi que d'un maire, tous élus au suffrage universel direct. Les conseillers, dont le nombre varie entre 6 et 12 selon la population de la commune, sont élus au scrutin proportionnel avec liste ouverte dans une unique circonscription électorale correspondant au territoire de la commune. 
Les maires, dits Gemeindevorsteher, sont quant à eux élus au scrutin uninominal majoritaire à deux tours. Est déclaré élu le candidat recueillant la majorité absolue des voix au premier tour ou, à défaut, celui recueillant le plus de voix lors d'un second tour organisé quatre semaines plus tard entre les deux candidats arrivés en tête au premier.

## Résultats
Dans les communes de Vaduz, Triesen et Eschen, un second tour est nécessaire, aucun candidat à la mairie n'ayant recueilli la majorité absolue au premier. L'attribution des sièges des conseils concernés est suspendue aux résultats du deuxième tour de scrutin.

### Résultats nationaux

#### Conseils municipaux
| Parti                     | Parti                            | Voix    | %     | +/- | Sièges | +/-           | Maires | +/-           |
| ------------------------- | -------------------------------- | ------- | ----- | --- | ------ | ------------- | ------ | ------------- |
|                           | Parti progressiste des citoyens  | 62 547  | 43,41 | 1,4 | 55     | 3             | 7      | 1             |
|                           | Union patriotique                | 60 739  | 42,16 | 3,2 | 50     | 1             | 4      | 1             |
|                           | Liste libre                      | 12 024  | 8,35  | 2,7 | 8      | 5             | 0      | en stagnation |
|                           | Les Indépendants                 | 3 652   | 2,53  | 9,5 | 1      | 2             | 0      | en stagnation |
|                           | Démocrates pour le Liechtenstein | 3 119   | 2,16  | Nv  | 1      | Nv            | 0      | Nv            |
| Total des voix            | Total des voix                   | 144 081 | 100   |     |        |               |        |               |
|                           |                                  |         |       |     |        |               |        |               |
| Votes valides             | Votes valides                    | 14 135  | 95,17 |     |        |               |        |               |
| Votes blancs et invalides | Votes blancs et invalides        | 717     | 4,83  |     |        |               |        |               |
| Total des votants         | Total des votants                | 14 852  | 100   | –   | 115    | en stagnation | 11     | en stagnation |
| Abstentions               | Abstentions                      | 5 308   | 26,33 |     |        |               |        |               |
| Inscrits / participation  | Inscrits / participation         | 20 160  | 73,67 |     |        |               |        |               |

#### Maires
| Partis                    | Partis                           | Premier tour | Premier tour | Premier tour | Deuxième tour | Deuxième tour | Deuxième tour | Total Maires | +/-           |  |
| Partis                    | Partis                           | Voix         | %            | Maires       | Voix          | %             | Maires        | Total Maires | +/-           |  |
| ------------------------- | -------------------------------- | ------------ | ------------ | ------------ | ------------- | ------------- | ------------- | ------------ | ------------- |  |
|                           | Parti progressiste des citoyens  | 6 249        | 47,44        | 5            | 2 837         | 52,10         | 2             | 7            | 1             |  |
|                           | Union patriotique                | 5 654        | 42,92        | 3            | 1 902         | 34,93         | 1             | 4            | 1             |  |
|                           | Démocrates pour le Liechtenstein | 719          | 5,46         | 0            | 625           | 11,48         | 0             | 0            | en stagnation |  |
|                           | Liste libre                      | 459          | 3,48         | 0            |               |               |               | 0            | en stagnation |  |
|                           | Les Indépendants                 | 91           | 0,69         | 0            | 81            | 1,49          | 0             | 0            | en stagnation |  |
|                           |                                  |              |              |              |               |               |               |              |               |  |
| Votes valides             | Votes valides                    | 13 172       | 87,57        |              | 5 445         | 95,58         |               |              |               |  |
| Votes blancs et invalides | Votes blancs et invalides        | 1 870        | 12,43        | 252          | 4,42          |               |               |              |               |  |
| Total                     | Total                            | 15 042       | 100          | 7            | 5 697         | 100           | 4             | 11           | en stagnation |  |
| Abstentions               | Abstentions                      | 2 838        | 15,87        |              | 1 952         | 25,52         |               |              |               |  |
| Inscrits / participation  | Inscrits / participation         | 17 880       | 84,13        | 7 649        | 74,48         |               |               |              |               |  |

### Maires sortants et élus
| Commune      | Maire sortant       | Parti    | Parti    | Maire élu               | Parti    | Parti    |
| Oberland     | Oberland            | Oberland | Oberland | Oberland                | Oberland | Oberland |
| ------------ | ------------------- | -------- | -------- | ----------------------- | -------- | -------- |
| Vaduz        | Ewald Ospelt        |          | FBP      | Manfred Bischof         |          | FBP      |
| Balzers      | Hansjörg Büchel     |          | FBP      | Hansjörg Büchel         |          | FBP      |
| Planken      | Rainer Beck         |          | VU       | Rainer Beck             |          | VU       |
| Schaan       | Daniel Hilti        |          | VU       | Daniel Hilti            |          | VU       |
| Triesen      | Günter Mahl         |          | FBP      | Daniela Wellenzohn-Erne |          | VU       |
| Triesenberg  | Christoph Beck      |          | VU       | Christopher Beck        |          | VU       |
| Unterland    |                     |          |          |                         |          |          |
| Eschen       | Günther Kranz       |          | VU       | Tino Quaderer           |          | FBP      |
| Gamprin      | Donath Oehri        |          | VU       | Johannes Hasler         |          | FBP      |
| Mauren       | Freddy Kaiser       |          | FBP      | Freddy Kaiser           |          | FBP      |
| Ruggell      | Maria Kaiser-Eberle |          | FBP      | Maria Kaiser-Eberle     |          | FBP      |
| Schellenberg | Norman Wohlwend     |          | FBP      | Norman Wohlwend         |          | FBP      |

### Conseils communaux
|              |    |    |   |   |   |     |  |  |  |
| Oberland     |    |    |   |   |   |     |  |  |  |
| Vaduz        | 6  | 5  | 2 | 0 | - | 13  |  |  |  |
| Balzers      | 5  | 5  | 1 | - | - | 11  |  |  |  |
| Planken      | 4  | 2  | 1 | - | - | 7   |  |  |  |
| Schaan       | 5  | 6  | 1 | 1 | - | 13  |  |  |  |
| Triesen      | 5  | 6  | 0 | 0 | 0 | 11  |  |  |  |
| Triesenberg  | 4  | 6  | 1 | - | - | 11  |  |  |  |
| Unterland    |    |    |   |   |   |     |  |  |  |
| Eschen       | 5  | 5  | 0 | 0 | 1 | 11  |  |  |  |
| Gamprin      | 5  | 4  | - | - | - | 9   |  |  |  |
| Mauren       | 6  | 4  | 1 | - | - | 11  |  |  |  |
| Ruggell      | 5  | 4  | - | - | - | 9   |  |  |  |
| Schellenberg | 5  | 3  | 1 | - | - | 9   |  |  |  |
|              |    |    |   |   |   |     |  |  |  |
| Total        | 55 | 50 | 8 | 1 | 1 | 115 |  |  |  |

## Résultats détaillés

### Oberland

#### Vaduz
Manfred Bischof (Parti progressiste des citoyens) est élu maire 

Liste Libre: 2 sièges
Union Patriotique: 5 sièges
Parti progressiste des Citoyens: 6 sièges

Participation : 73,2 %
| Parti                             | Parti                           | Voix  | %      | +/- | Sièges | +/- |
| --------------------------------- | ------------------------------- | ----- | ------ | --- | ------ | --- |
|                                   | Parti progressiste des citoyens | 9 521 | 41,6 % | 8,1 | 6      | 2   |
|                                   | Union patriotique               | 9 033 | 39,5 % | 2,5 | 5      | 0   |
|                                   | Liste libre                     | 3 684 | 16,1 % | 9,5 | 2      | 2   |
|                                   | Les Indépendants                | 658   | 2,9 %  | 3,9 | 0      | 0   |
| Source : Ministère de l'Intérieur |                                 |       |        |     |        |     |

#### Balzers
Hansjörg Büchel (Parti progressiste des citoyens) est réélu maire 

Liste Libre: 1 siège
Union Patriotique: 5 siège
Parti progressiste des Citoyens: 5 siège

Participation : 80,0 %
| Parti                             | Parti                           | Voix  | %      | +/- | Sièges | +/- |
| --------------------------------- | ------------------------------- | ----- | ------ | --- | ------ | --- |
|                                   | Union patriotique               | 9 057 | 46,3 % | 4,9 | 5      | 1   |
|                                   | Parti progressiste des citoyens | 8 083 | 41,3 % | 1,4 | 5      | 0   |
|                                   | Liste libre                     | 2 440 | 12,5 % | 4,7 | 1      | 1   |
| Source : Ministère de l'Intérieur |                                 |       |        |     |        |     |

#### Planken
Rainer Beck (Union patriotique) est réélu maire 

Liste Libre: 1 siège
Union Patriotique: 2 sièges
Parti progressiste des Citoyens: 4 sièges

Participation : 92,9 %
| Parti                             | Parti                           | Voix | %      | +/-  | Sièges | +/- |
| --------------------------------- | ------------------------------- | ---- | ------ | ---- | ------ | --- |
|                                   | Parti progressiste des citoyens | 723  | 50,2 % | 10,4 | 4      | 0   |
|                                   | Union patriotique               | 522  | 36,3 % | 3,1  | 2      | 1   |
|                                   | Liste libre                     | 195  | 13,5 % |      | 1      |     |
| Source : Ministère de l'Intérieur |                                 |      |        |      |        |     |

#### Schaan
Daniel Hilti (Union patriotique) est réélu maire 

Liste Libre: 1 siège
Union Patriotique: 6 sièges
Parti progressiste des Citoyens: 5 sièges
Les Indépendants: 1 siège

Participation : 71,4 %
| Parti                             | Parti                           | Voix  | %      | +/- | Sièges | +/- |
| --------------------------------- | ------------------------------- | ----- | ------ | --- | ------ | --- |
|                                   | Union patriotique               | 9 965 | 40,4 % | 0,2 | 6      | 0   |
|                                   | Parti progressiste des citoyens | 9 389 | 38,1 % | 3,2 | 5      | 0   |
|                                   | Liste libre                     | 3 246 | 13,2 % | 2,8 | 1      | 0   |
|                                   | Les Indépendants                | 2 072 | 8,4 %  | 5,9 | 1      | 0   |
| Source : Ministère de l'Intérieur |                                 |       |        |     |        |     |

#### Triesen
Daniela Wellenzohn-Erne (Union patriotique) est élue maire 
Participation : 71,9 %
| Parti                             | Parti                            | Voix  | %      | +/- | Sièges | +/- |
| --------------------------------- | -------------------------------- | ----- | ------ | --- | ------ | --- |
|                                   | Union patriotique                | 8 065 | 44,8 % | 5,1 | 6      | 1   |
|                                   | Parti progressiste des citoyens  | 6 460 | 35,9 % | 6,1 | 5      | 0   |
|                                   | Démocrates pour le Liechtenstein | 1 283 | 7,1 %  |     | 0      |     |
|                                   | Liste libre                      | 1 270 | 7,1 %  | 0,3 | 0      | 0   |
|                                   | Les Indépendants                 | 922   | 5,1 %  | 5,8 | 0      | 1   |
| Source : Ministère de l'Intérieur |                                  |       |        |     |        |     |

#### Triesenberg
Christoph Beck (Union patriotique) est réélu maire 
Participation : 79,5 %
| Parti                             | Parti                           | Voix  | %      | +/- | Sièges | +/- |
| --------------------------------- | ------------------------------- | ----- | ------ | --- | ------ | --- |
|                                   | Union patriotique               | 6 795 | 52,1 % | 3,0 | 6      | 0   |
|                                   | Parti progressiste des citoyens | 5 126 | 39,3 % | 0,7 | 4      | 1   |
|                                   | Liste libre                     | 1 129 | 8,7 %  | 2,3 | 1      | 1   |
| Source : Ministère de l'Intérieur |                                 |       |        |     |        |     |

### Unterland

#### Eschen
Tino Quaderer (Parti progressiste des citoyens) est élu maire 
Participation : 72,6 %
| Parti                             | Parti                            | Voix  | %      | +/- | Sièges | +/- |
| --------------------------------- | -------------------------------- | ----- | ------ | --- | ------ | --- |
|                                   | Parti progressiste des citoyens  | 6 593 | 41,4 % | 2,8 | 5      | 0   |
|                                   | Union patriotique                | 5 726 | 35,9 % | 6,2 | 5      | 0   |
|                                   | Démocrates pour le Liechtenstein | 1 836 | 11,5 % |     | 1      |     |
|                                   | Liste libre                      | 1 201 | 7,5 %  | 1,4 | 0      | 0   |
|                                   | Les Indépendants                 | 584   | 3,7 %  | 9,5 | 0      | 1   |
| Source : Ministère de l'Intérieur |                                  |       |        |     |        |     |

#### Gamprin
Johannes Hasler (Parti progressiste des citoyens) est élu maire 
Participation : 75,8 %
| Parti                             | Parti                           | Voix  | %      | +/- | Sièges | +/- |
| --------------------------------- | ------------------------------- | ----- | ------ | --- | ------ | --- |
|                                   | Parti progressiste des citoyens | 2 871 | 56,7 % | 3,6 | 5      | 0   |
|                                   | Union patriotique               | 2 193 | 43,3 % | 3,6 | 4      | 0   |
| Source : Ministère de l'Intérieur |                                 |       |        |     |        |     |

#### Mauren
Freddy Kaiser (Parti progressiste des citoyens) est réélu maire 
Participation : 71,9 %
| Parti                             | Parti                           | Voix  | %      | +/- | Sièges | +/- |
| --------------------------------- | ------------------------------- | ----- | ------ | --- | ------ | --- |
|                                   | Parti progressiste des citoyens | 7 652 | 54,5 % | 0,4 | 6      | 0   |
|                                   | Union patriotique               | 4 778 | 34,0 % | 0,9 | 4      | 0   |
|                                   | Liste libre                     | 1 610 | 11,5 % | 0,6 | 1      | 0   |
| Source : Ministère de l'Intérieur |                                 |       |        |     |        |     |

#### Ruggell
Maria Kaiser-Eberle (Parti progressiste des citoyens) est réélue maire 
Participation : 76,4 %
| Parti                             | Parti                           | Voix  | %      | +/- | Sièges | +/- |
| --------------------------------- | ------------------------------- | ----- | ------ | --- | ------ | --- |
|                                   | Parti progressiste des citoyens | 4 230 | 57,8 % | 4,5 | 5      | 0   |
|                                   | Union patriotique               | 3 090 | 42,2 % | 4,5 | 4      | 0   |
| Source : Ministère de l'Intérieur |                                 |       |        |     |        |     |

#### Schellenberg
Norman Wohlwend (Parti progressiste des citoyens) est réélu maire 
Participation : 84,1 %
| Parti                             | Parti                           | Voix  | %      | +/- | Sièges | +/- |
| --------------------------------- | ------------------------------- | ----- | ------ | --- | ------ | --- |
|                                   | Parti progressiste des citoyens | 1 899 | 49,1 % | 4,2 | 5      | 0   |
|                                   | Union patriotique               | 1 515 | 39,2 % | 3,7 | 3      | 0   |
|                                   | Liste libre                     | 450   | 11,6 % | 0,5 | 1      | 0   |
| Source : Ministère de l'Intérieur |                                 |       |        |     |        |     |